# Подоскляй
Подоскля́й — село в Рассказовском районе Тамбовской области. Входит в Нижнеспасский сельсовет.

## География
Село находится в центральной части региона, в лесостепной зоне, в пределах Тамбовской равнины, в 7 км к юго-западу от села Нижнеспасское, в 14 км от Рассказово и в 23 км к юго-востоку от центра Тамбова. С запада и севера к селу примыкает обширный лесной массив. В селе имеются пруды на ручье, текущем далее через лес к Лесному Тамбову.

### Климат
Климат характеризуется как умеренно континентальный, с относительно жарким летом и холодной продолжительной зимой. Среднегодовая температура воздуха — 5,4 °С. Средняя температура воздуха самого тёплого месяца (июля) — 19,9 °C (абсолютный максимум — 38,4 °С); самого холодного (января) — −10 °C (абсолютный минимум — −36,9 °С). Безморозный период длится 145—155 дней. Длительность вегетационного периода составляет 180—185 дней Среднегодовое количество атмосферных осадков составляет 525 мм, из которых 342 мм выпадает в период с апреля по октябрь. Снежный покров образуется в последней декаде ноября — начале декабря и держится в течение 125—130 дней.

## История
Село упоминается в документах ревизии 1720 года. В документах ревизской сказки 1745 года Подоскляй именуется «селом Рождественским, Подоскляй тож». В нём проживали однодворцы. В переписной книге в числе однодворцев записан Сазон Дмитриевич Дудиков, возраст которого 103 года.
Кроме однодворцев в селе жили 7 помещиков. Один из них, Михаил Григорьевич Сатин, владел 166 крепостными; за мелкими помещиками числилось 124 человека крепостных крестьян.

Описание Подоскляя в Тамбовской Епархии:
Церковь деревянная, холодная, вновь переделана г.г. Сатиным, Гасиш и Скарятиным в 1858 году, а когда построена — неизвестно. Престолов один во имя Рождества Христова.Дворов 197, душ муж. п. 632, жен. п. 643, великороссы, земледельцы.
В приходе две деревни: 1)Скарятина, 11 двор., душ муж. п. 42, жен. п. 35, в 1 вер. от церкви и 2) Зверяевка, 45 двор., д. м. п. 126, жен. п. 133, в 4 вер. от церкви. Экономии: г. Сатина близ церкви (мелкая) и г. Ильина при дер. Скарятиной, в 1 вер. от церкви (мелкая). Пруд.
Школа земская, одноклассная, смешанная, законоучителю 40 к. за урок. Есть церковно-приходское попечительство. Опись церковного имущества имеется. Метрические книги с 1806 года.
Штат: священник и псаломщик.
У притча 3 дес. усадебной и 33 дес. полевой земли, в одном месте, в 3 вер. от церкви. Земля неурожайная. Дает годового дохода 200—250 руб.
Братский годовой доход 600 руб. Притч получает казенное пособие: священник 300 руб., а псаломщик 100 руб. в год. Притчевый капитал 2250 руб. Церковный капитал 1000 р.
Церковный дом у священника (10 арш., кухня 7 арш., и сени 5 арш), у псаломщика дом собственный.

Приход от станции «Рассказово» Ряз.-Ур. ж. д. в 14 вер., от почты, больницы и базара в 14 вер., от волост. правления в с. Нижне-Спасском 7 вер., от благочинного в 17 вер., ближайший соседний приход в с. Ахтырке, от Тамбова в 25 вер. Адрес для телеграфной и почтовой корреспонденции: Рассказово. Земский начальник 2 уч., пристав 2 стана Тамбовского уезда.

## Население
| 2010 |
| ---- |
| 215  |

## Инфраструктура
Личное подсобное хозяйство.

## Транспорт
Вдоль края лесного массива проходит тупиковая автодорога от Рассказово (через Нижнеспасское) к деревне Ахтырка.